# CONCACAF-kampioenschap
Het CONCACAF-kampioenschap was een voetbaltoernooi voor landenteams dat werd georganiseerd door de CONCACAF.
In 1961 gingen de in 1938 opgerichte Confederación Centroamericana y del Caribe de Fútbol (CCCF), de voetbalbond voor de landen in Centraal-Amerika en het Caraïbische gebied, en de in 1947 opgerichte North American Football Confederation (NAFC), de voetbalbond voor de landen in Noord-Amerika, samen verder als de CONCACAF.
De beide kampioenschappen die deze bonden organiseerden, het CCCF-kampioenschap en het NAFC-kampioenschap, werden voortgezet in het CONCACAF-kampioenschap, welke zijn einde vond met de invoering van de CONCACAF Gold Cup in 1991.
De eerste vijf edities (1963-1971) werden tweejaarlijks georganiseerd. De laatste vijf edities (1973-1989) werden vierjaarlijks georganiseerd en waren tegelijkertijd het kwalificatietoernooi van de CONCACAF voor het Wereldkampioenschap voetbal.

## Overzicht
Deelnemers en klassering in de finaleronde.
| Jaar          | Gastland              | Winnaar    | 2e                 | 3e                   | 4e                 | 5e                   | 6e                   |
| ------------- | --------------------- | ---------- | ------------------ | -------------------- | ------------------ | -------------------- | -------------------- |
| 1963 Details  | El Salvador           | Costa Rica | El Salvador        | Nederlandse Antillen | Honduras           |                      |                      |
| 1965 Details  | Guatemala             | Mexico     | Guatemala          | Costa Rica           | El Salvador        | Nederlandse Antillen | Haïti                |
| 1967 Details  | Honduras              | Guatemala  | Mexico             | Honduras             | Trinidad en Tobago | Haïti                | Nicaragua            |
| 1969 Details  | Costa Rica            | Costa Rica | Guatemala          | Nederlandse Antillen | Mexico             | Trinidad en Tobago   | Jamaica              |
| 1971 Details  | Trinidad en Tobago    | Mexico     | Haïti              | Costa Rica           | Cuba               | Trinidad en Tobago   | Honduras             |
| 1973* Details | Haïti                 | Haïti      | Trinidad en Tobago | Mexico               | Honduras           | Guatemala            | Nederlandse Antillen |
| 1977* Details | Mexico                | Mexico     | Haïti              | El Salvador          | Canada             | Guatemala            | Suriname             |
| 1981* Details | Honduras              | Honduras   | El Salvador        | Mexico               | Canada             | Cuba                 | Haïti                |
| 1985* Details | thuis-/uitwedstrijden | Canada     | Honduras           | Costa Rica           |                    |                      |                      |
| 1989* Details | thuis-/uitwedstrijden | Costa Rica | Verenigde Staten   | Trinidad en Tobago   | Guatemala          | El Salvador          |                      |

* tevens het kwalificatietoernooi van de CONCACAF voor het WK voetbal

## Medaillespiegel
| Plaats | Land                 | Goud | Zilver | Brons | Totaal |
| 1      | Mexico               | 3    | 1      | 2     | 6      |
| 2      | Costa Rica           | 3    | 0      | 3     | 6      |
| 3      | Guatemala            | 1    | 2      | 0     | 3      |
| 4      | Haïti                | 1    | 2      | 0     | 3      |
| 5      | Honduras             | 1    | 1      | 1     | 3      |
| 6      | Canada               | 1    | 0      | 0     | 1      |
| 7      | El Salvador          | 0    | 2      | 1     | 3      |
| 8      | Trinidad en Tobago   | 0    | 1      | 1     | 2      |
| 9      | Verenigde Staten     | 0    | 1      | 0     | 1      |
| 10     | Nederlandse Antillen | 0    | 0      | 2     | 2      |
| Totaal | Totaal               | 10   | 10     | 10    | 30     |

## Deelnames
In deze tabel staan de landen die meededen aan het CONCACAF-kampioenschap. Het vaakst deden Mexico en Guatemala mee, beide landen 8 keer. 
| Land   | Aantal               | Toernooien                                     |
| ------ | -------------------- | ---------------------------------------------- |
| 8 keer | Mexico               | 1963, 1965, 1967, 1969, 1973, 1977, 1985, 1989 |
| 8 keer | Guatemala            | 1963, 1965, 1967, 1969, 1971, 1973, 1977, 1981 |
| 7 keer | Haïti                | 1965, 1967, 1971, 1973, 1977, 1981, 1985       |
| 6 keer | Costa Rica           | 1963, 1965, 1969, 1971, 1985, 1989             |
| 6 keer | Honduras             | 1963, 1967, 1971, 1973, 1981, 1985             |
| 6 keer | Trinidad en Tobago   | 1967, 1969, 1971, 1973, 1985, 1989             |
| 6 keer | El Salvador          | 1963, 1965, 1977, 1981, 1985, 1989             |
| 4 keer | Nederlandse Antillen | 1963, 1965, 1969, 1973                         |
| 3 keer | Canada               | 1977, 1981, 1985                               |
| 2 keer | Verenigde Staten     | 1985, 1989                                     |
| 2 keer | Jamaica              | 1963, 1969                                     |
| 2 keer | Cuba                 | 1971, 1981                                     |
| 2 keer | Nicaragua            | 1963, 1967                                     |
| 2 keer | Suriname             | 1977, 1985                                     |
| 1 keer | Panama               | 1963                                           |